# Anthurium debilis
Anthurium debilis är en kallaväxtart som beskrevs av Thomas Bernard Croat och D.C.Bay. Anthurium debilis ingår i släktet Anthurium och familjen kallaväxter. Inga underarter finns listade.